# Бой при Калафате (1790)
Бой при Калафате (нем. Gefecht bei Kalafat) — одно из сражений австро-турецкой войны (1787—1791).
В 1790 году турки, изгнанные из Валахии, удачной вылазкой из Журжи разбили австрийские войска принца Кобурга, осаждавшего крепость, и, ободренные успехом, решили снова переправиться в Валахию у Видина. Они решили атаковать более слабый австрийский отряд фельдцейхмейстера графа Клерфайта, расположенный там. 14 июня 2 тысячи турок выступили из Видина и, переправившись на лодках на левый берег Дуная, высадились у Калафата. 
Клерфайт, имевший под своим командованием 17 тысяч человек, разбросанных кордоном вдоль Дуная от Орсова до Олта, выслал к Калафату отряд генерала Буслаха (4 батальона и 4 дивизиона кавалерии). Появление этого отряда заставило турок начать обратную переправу на правый берег Дуная. Однако, решив прочно занять Калафат, они 24 июня в числе 8-12 тысяч человек снова переправились и закрепились на холмах возле посёлка, в то время как 7 кораблей с орудиями, так называемых «чаек», были расположены у флангов окопов.
Клерфайт принял решение силами 10 батальонов и 8 дивизионов конницы отбросить противника за Дунай и в 5 часов утра 26 июня появился перед турецким лагерем, построив пехоту в две линии. Конница выстроилась за ней и распределила свои орудия частью в промежутках, частью направила их против турецких кораблей.
Орудийный огонь начал бой, но не оказал должного воздействия на янычар, стоявших за редутами, и Клерфайт приказал пехоте немедленно атаковать, чтобы не дать туркам времени для подтягивания дальнейших подкреплений из Видина. Однако в тот момент, когда батальоны начали движение, сипахи появились на прилегающих высотах, чтобы окружить атакующих с левого фланга. Клерфайт немедленно послал им навстречу четыре эскадрона и два батальона с не атакованного крыла. Сипахи были отброшены, и после упорного сопротивления окопы были захвачены оставшимися батальонами. Турки бежали за реку, частью на чайках, частью вплавь.
Потери австрийцев составили 10 офицеров и 200 человек убитыми и ранеными, турки потеряли 1500 человек, большая часть которых утонула в Дунае.